# Jan Sanctorum
Jan Sanctorum, de son vrai nom Jean-Alfed Serge Sanctorum, né le 24 mars 1952 à Anvers, est un animateur, dessinateur, scénariste et réalisateur de films d'animation belge.

## Filmographie
- Boule et Bill de Ray Goossens (1975) : Animateur
- Le Chaînon manquant de Picha (1980) : Premier animateur
- Gil & Julie de Raymond Burlet (1983) : Animateur
- Jan zonder Vrees de Jef Cassiers (1984) : Animateur
- Une tragédie grecque de Nicole Van Goethem (1985) : Animateur
- Astérix chez les Bretons de Pino Van Lamsweerde (1986) : Animateur
- Le Big Bang de Picha (1987) : Animateur et artiste de layout
- Vol van gratie de Nicole Van Goethem (1987) : Animateur
- Quark ruller sig ud/Quark på Julesjov de Henning Nielsen, Søren Håkanssen, Bent Nielsen, Søren Tomas et Ray Kelly (1987) : Animateur
- Astérix et le Coup du menhir de Philippe Grimond (1989) : Animateur
- Le Voyage sur la Lune de Petit Pierre de Wolfgang Urchs (1990) : Animateur
- Tchip le moineau de Ray Goossens (1995) : Storyboardiste et animateur
- What's in an Egg de Jan Sanctorum (1997) : Réalisateur, scénariste, storyboardiste et animateur
- Tobias Totz und sein Löwe de Piet De Rycker et Thilo Rothkirch (1999) : Storyboardiste et animateur
- Till l'Espiègle de Eberhard Junkersdorf (2003) : Storyboardiste et animateur
- E=mc² de Vivian Miessen et Jan Sanctorum (2007) : Co-réalisateur, co-scénariste et animateur

## Expositions
- Per què? Perquè ho dic jo!, Casa de la Cultura, du 9 août au 2 septembre 2019, Catalogne[2],[3].

## Liens
- Ressource relative à l'audiovisuel :   - IMDb